# AEIOU
Az AEIOU (Annotatable Electronic Interactive Oesterreich Universal Information System) egy ingyen, jelszó nélkül hozzáférhető kétnyelvű (német és angol) multimodális internetes adatbázis, amely Ausztria történetét és kultúrtörténetét dolgozza fel.

## A lexikon
A lexikon felöleli azokat a címszavakat, amelyek Ausztria története és kultúrtörténete szempontjából fontosak. A szócikkek rövidek, tárgyilagos fogalmazásúak, az osztrák történelem számára kellemetlen témáknál is.
Nemcsak osztrákok, hanem más nemzetiségűek is szerepelnek az adatbázisban; több magyar személyiség is helyet kapott a lexikonban.
Teljesen kétnyelvű: ugyanaz a német nyelvű szócikk angolul is elérhető. A nyelvek váltogatása lehetséges.

## Részei
- Ausztria-lexikon (Österreichs-Lexikon)
- Képtár
- Videotár
- Hangfelvételek tára
- Az olvasók által felküldött annotációk

## A név eredete
A magánhangzók sorozatából álló rejtélyes AEIOU felirat III. Frigyes császárhoz fűződik, aki megparancsolta, hogy ezt a feliratot tüntessék fel több, máig nevezetes épületen (pl. Szent Ruprecht, Bécs, a bécsújhelyi kastély, a grazi katedrális nyugati kapuja), valamint saját kocsiján és síremlékén is. Mind a kortársak, mind az utókor különböző módon értelmezték a rövidítést, így pl.
- „Austriae est imperare orbi universo” (latinul kb. „Ausztria feladata a világot uralni”),
- „Austria erit in orbe ultima” (latinul kb. „Ausztria örökké létezni fog”),
- „Alles Erdreich ist Österreich untertan” (németül: Az egész világ Ausztria uralma alá van rendelve).

Az is elképzelhető, hogy a misztikára hajló császár csupán egy rejtélyt kívánt megteremteni, saját dinasztikus óhajaitól vezérelve.

### Az adatbázis nevének eredete
- Maga az adatbázis tartalmaz „aeiou” szócikket, beszámolva a fenti eredetmondákról.
- Az adatbázis nyitólapján új értelmezést találunk:

Das Annotierbare / Elektronische / Interaktive / Oesterreichischer / Universal-Informationssystem.
A kezdőbetűk összeolvasva: aeiou.